# Kalasiris

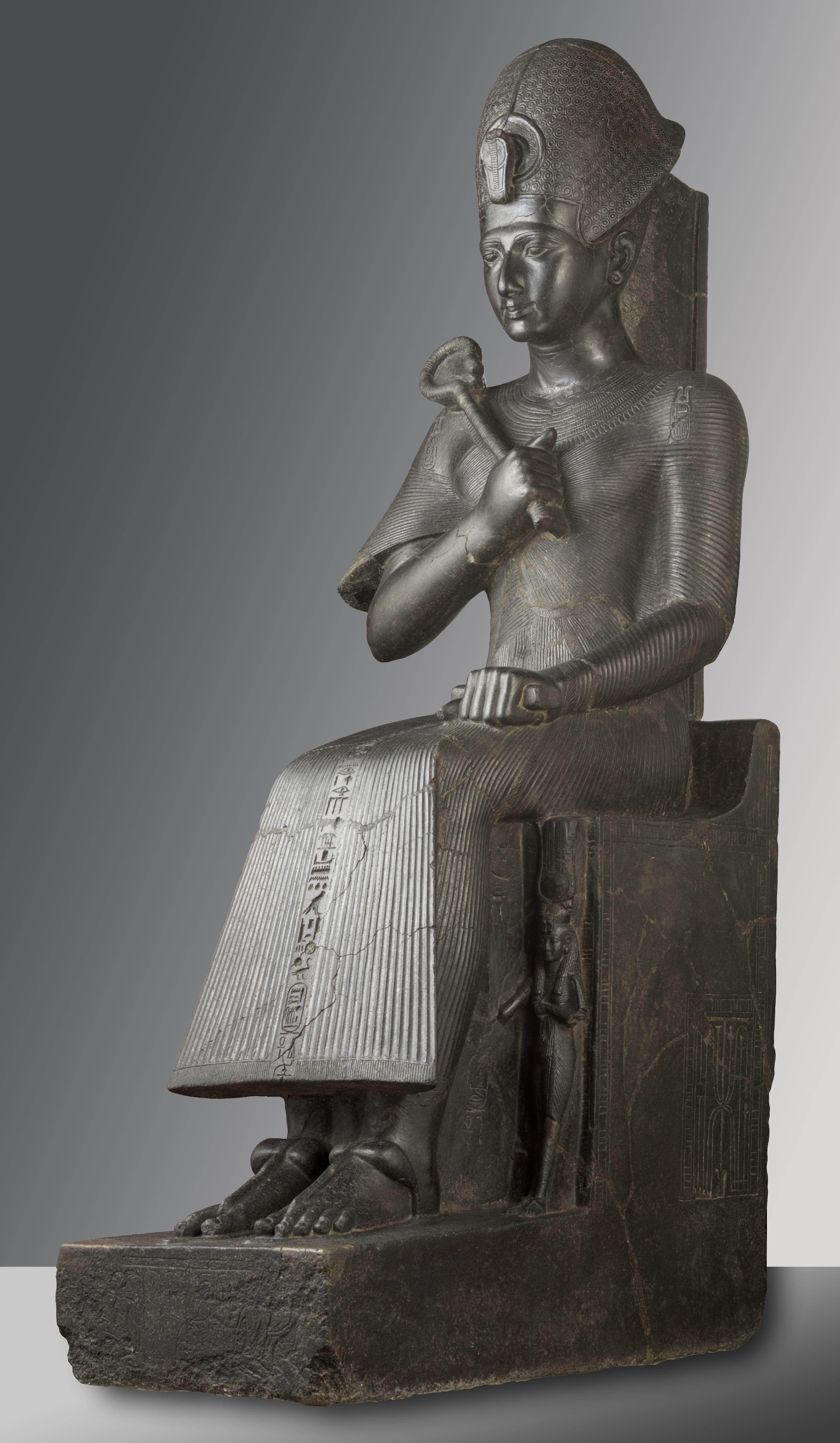
Statua di Ramesse II che indossa un kalasiris, tra il 1279 e il 1213 a.C. Nuovo Regno, dal Grande tempio di Amon. Museo Egizio, Torino.

Il kalasiris era un mantello o vestito leggero, utilizzato da uomini e donne nell'antico Egitto, tra il 1580 a.C. e il 1090 a.C. Era simile ad una camicia, o ad una gonna sorretta da una cinghia che saliva alla spalla, o ad un mantello lungo fino al collo. Le maniche potevano essere di varie fogge e dimensioni o non esserci per nulla. Poteva esser chiusa lateralmente da una cintura. Permetteva facilmente i movimenti del corpo, anche se talvolta appariva così stretta da far pensare all'utilizzo di una stoffa elastica.
Il nome "kalasiris" viene fatto risalire ad Erodoto.
Un vestito simile veniva utilizzato dagli Assiri e dai Babilonesi.

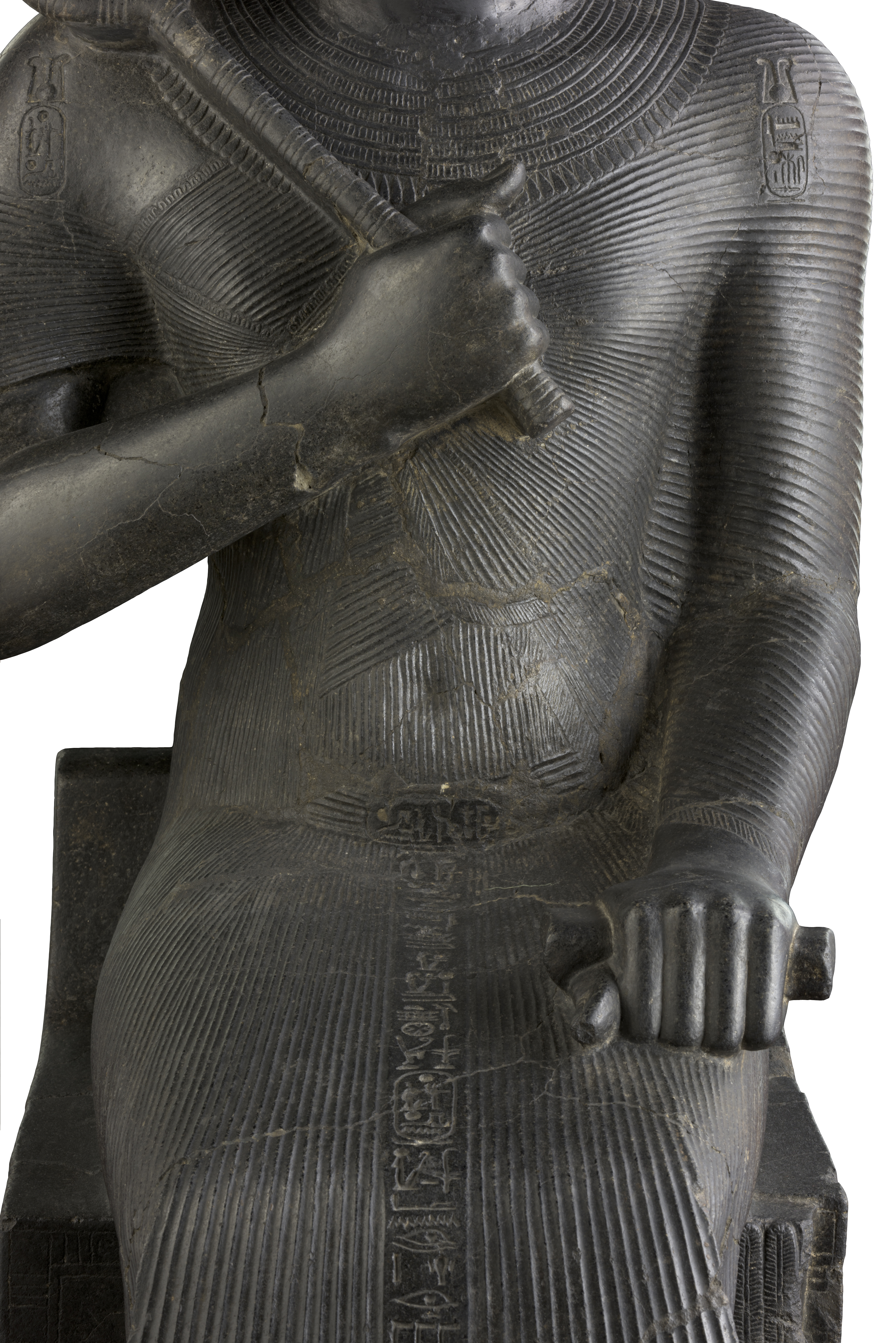
Dettaglio del kalasiris della statua di Ramesse II, Museo Egizio, Torino
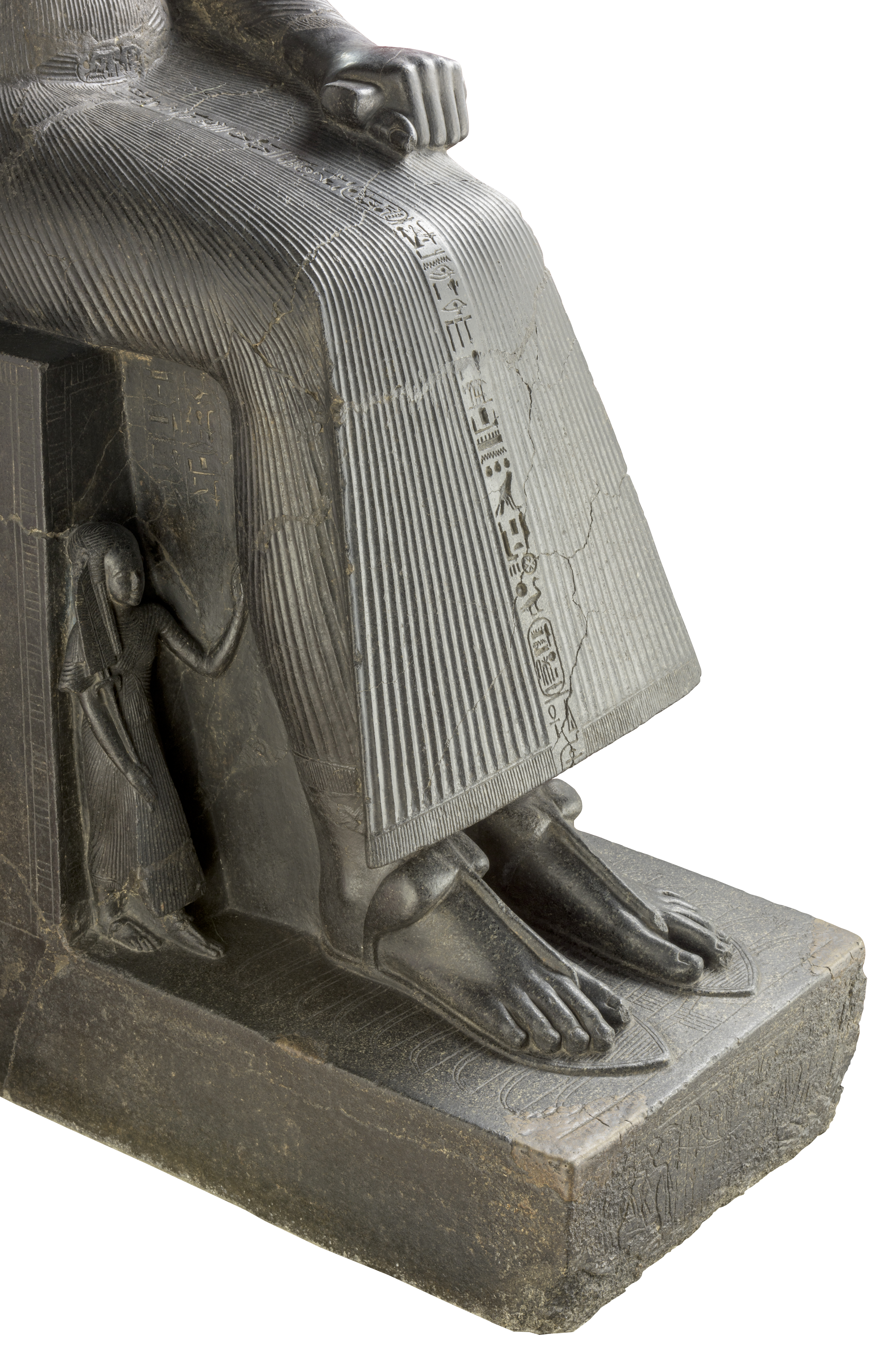
Dettaglio del kalasiris della statua di Ramesse II, Museo Egizio, Museo Egizio
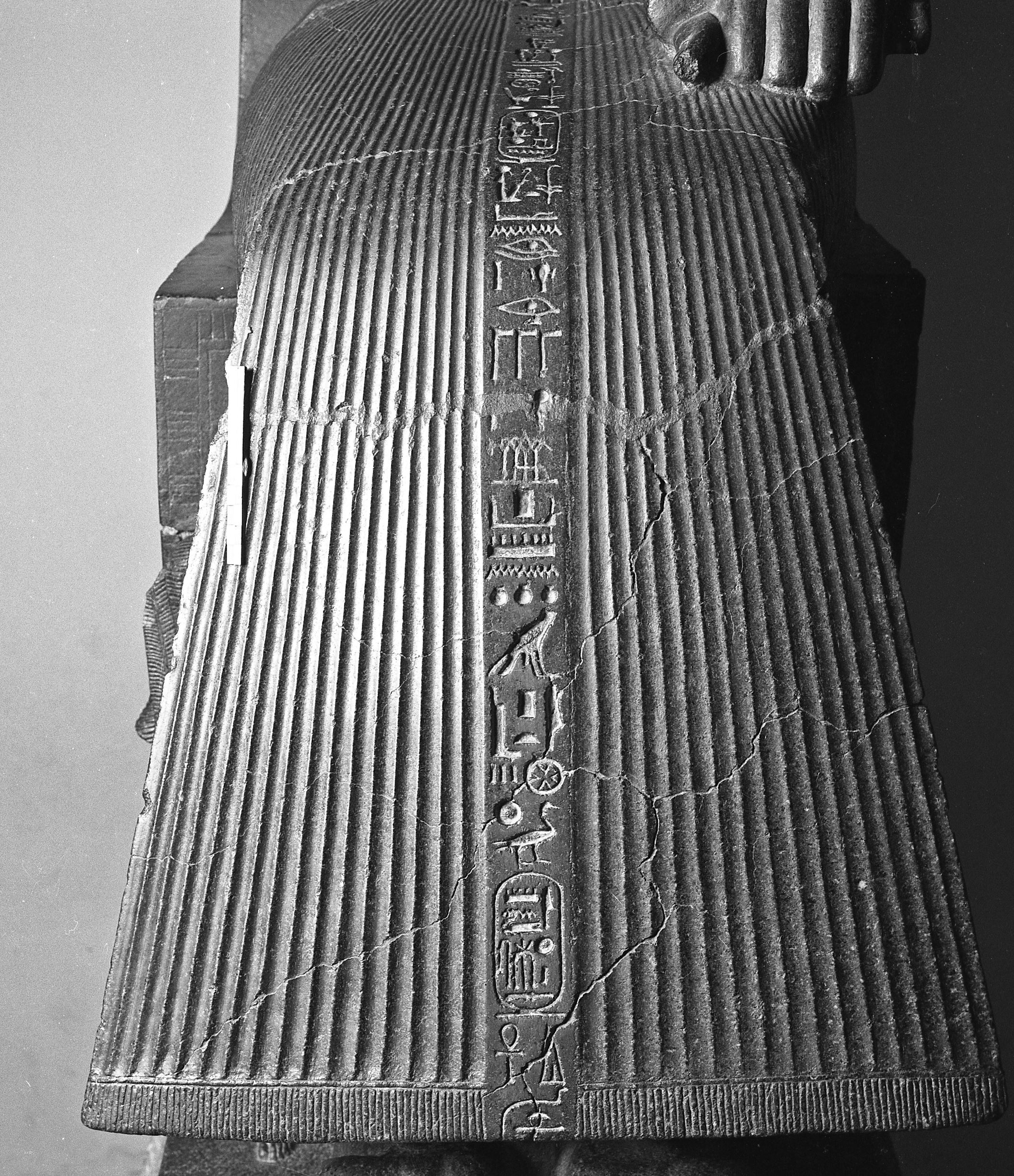
Dettaglio del kalasiris della statua di Ramesse II, Museo Egizio, Museo Egizio
Statuetta che rappresenta una donna con kalasiris, tra il 1292 e il 1190 a.C., Nuovo Regno. Museo Egizio, Torino
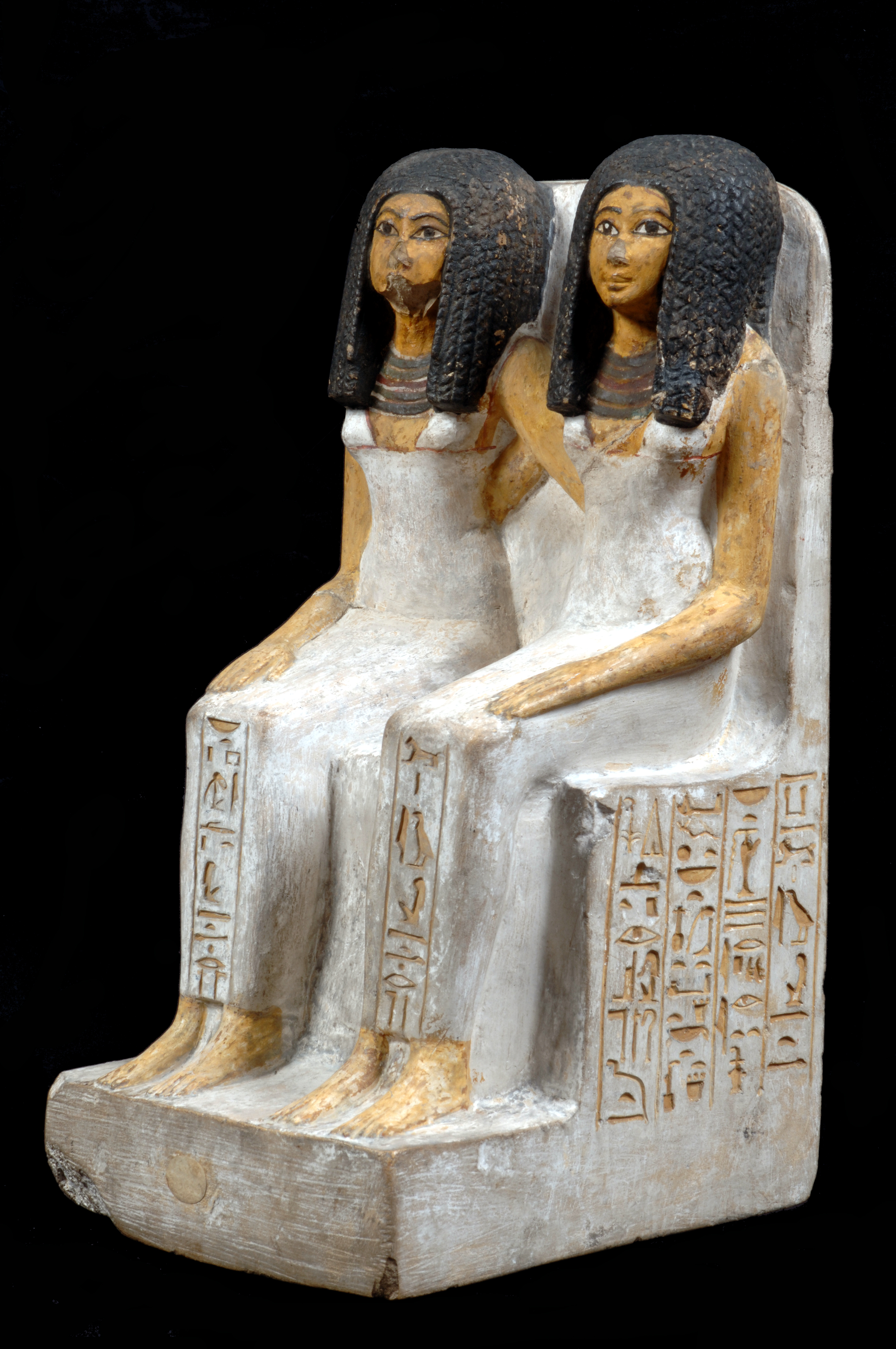
Statua di Idet e Ruiu, tra il 1480 e il 1390 a.C., Nuovo Regno. Museo Egizio, Torino
Statua di regina, tra il 332 e il 30 a.C., periodo ellenico. Museo Egizio, Torino